# Tibane
Tibane (în arabă طيبان) este o comună din provincia Béjaïa, Algeria.
Populația comunei este de 5.059 de locuitori (2008).